# Prix du dirigeant de la saison de la LHO
Le meilleur dirigeant de la Ligue de hockey de l'Ontario reçoit chaque année un prix.

## Palmarès
- 1989-1990 - Sam McMaster, Wolves de Sudbury
- 1990-1991 - Sherwood Bassin, Greyhounds de Sault Ste. Marie
- 1991-1992 - Bert Templeton, Centennials de North Bay
- 1992-1993 - Jim Rutherford, Red Wings Junior de Détroit
- 1993-1994 - Jim Rutherford, Red Wings Junior de Détroit
- 1994-1995 - Mike Kelly, Storm de Guelph
- 1995-1996 - Bert Templeton, Colts de Barrie
- 1996-1997 - Ed Rowe, Petes de Peterborough
- 1997-1998 - Paul McIntosh, Knights de London
- 1998-1999 - Jeff Hunt, 67 d'Ottawa
- 1999-2000 - Robert Ciccarelli, Sting de Sarnia
- 2000-2001 - Non remis
- 2001-2002 - Sherwood Bassin, Otters d'Érié
- 2002-2003 - Steve Bienkowski, Rangers de Kitchener
- 2003-2004 - Mark Hunter, Knights de London
- 2004-2005 - Mike Futa, Attack d'Owen Sound
- 2005-2006 - Craig Goslin, Spirit de Saginaw
- 2006–2007 - Craig Goslin, Spirit de Saginaw
- 2007–2008 - Denise Burke, IceDogs de Niagara
- 2008–2009 - Warren Rychel, Spitfires de Windsor
- 2009–2010 - Rick Gaetz, Storm de Guelph
- 2010–2011 - Dale DeGray, Attack d'Owen Sound
- 2011–2012 - Steve Bienkowski, Rangers de Kitchener
- 2012–2013 - Mike Vellucci, Whalers de Plymouth